# Elazığspor Kulubü
L'Elazığspor Kulubü è una società calcistica con sede a Elâzığ, in Turchia, militante nella TFF 2. Lig, la terza serie del campionato turco.
Fondato nel 1967, gioca le partite in casa allo Stadio Atatürk di Elâzığ.

## Storia
L'Elazığspor venne fondato nel 1967, quando tre club (Merkez Gençlik, Güvenspor e Harputspor) si unirono per formare un'unica squadra che potesse rappresentare la città di Elâzığ.
Dopo parecchi anni in cui militò in seconda e terza serie, al termine della stagione 2001-2002 l'Elazığspor fu promosso in Süper Lig, la massima serie. Due anni dopo retrocesse nella TFF 1. Lig e nella stagione successiva retrocesse in TFF 2. Lig.
Alla fine della stagione 2013-2014, dopo due promozioni consecutive, il club tornò in Süper Lig, la prima divisione del calcio turco. Trascorse due anni in massima serie prima di retrocedere nuovamente in seconda divisione e, nel 2018-2019, in terza.

## Rosa 2018-2019
| N. |                       | Ruolo | Calciatore          |
| -- | --------------------- | ----- | ------------------- |
| 4  | Mali (bandiera)       | D     | Idrissa Diarra      |
| 5  | Turchia (bandiera)    | D     | Onur Alsu           |
| 7  | Turchia (bandiera)    | C     | Murathan Özen       |
| 11 | Turchia (bandiera)    | C     | Serdar Özbayraktar  |
| 15 | Turchia (bandiera)    | C     | Murat Ceylan        |
| 16 | Mauritania (bandiera) | C     | Diallo Guidileye    |
| 19 | Turchia (bandiera)    | C     | Mustafa Eskihellaç  |
| 20 | Turchia (bandiera)    | D     | Gökhan Akkan        |
| 24 | Togo (bandiera)       | D     | Serge Akakpo        |
| 26 | Senegal (bandiera)    | A     | Lamine Diarra       |
| 32 | Turchia (bandiera)    | D     | Tufan Kelleci       |
| 33 | Mali (bandiera)       | A     | Boubacar Traoré     |
| 39 | Turchia (bandiera)    | A     | Emir Gökçe          |
| 55 | Turchia (bandiera)    | D     | Ahmet Burak Solakel |
| 61 | Turchia (bandiera)    | C     | Cengizhan Akgün     |
| 77 | Turchia (bandiera)    | C     | Sahan Kaynak        |

| N. |                          | Ruolo | Calciatore             |
| -- | ------------------------ | ----- | ---------------------- |
| 80 | Turchia (bandiera)       | D     | Kadir Taşoğlu          |
| 95 | Turchia (bandiera)       | P     | Ahmet Dogan            |
| 96 | Turchia (bandiera)       | C     | Erhan Çinar            |
| 99 | Turchia (bandiera)       | P     | Ahmet Sabri Fener      |
|    | Turchia (bandiera)       | C     | Kadir Bekmezci         |
|    | Turchia (bandiera)       | D     | Yiğitcan Erdoğan       |
|    | Turchia (bandiera)       | C     | Abdülkadir Kayalı      |
|    | Austria (bandiera)       | C     | Muhammed Ildiz         |
|    | Grecia (bandiera)        | C     | Georgios Georgiadis    |
|    | Camerun (bandiera)       | A     | Christian Bekamenga    |
|    | Guinea-Bissau (bandiera) | A     | Abel Camará            |
|    | Turchia (bandiera)       | P     | Emrah Gür              |
|    | Turchia (bandiera)       | A     | Ömer Yıldız            |
|    | Turchia (bandiera)       | D     | Rüştü Hanlı            |
|    | Turchia (bandiera)       | P     | Nuh Naci Kirlankicoglu |

## Rosa 2017-2018
| N. |                        | Ruolo | Calciatore        |
| -- | ---------------------- | ----- | ----------------- |
| 1  | Turchia (bandiera)     | P     | Soner Şahin       |
| 5  | Turchia (bandiera)     | C     | Alpaslan Öztürk   |
| 6  | Islanda (bandiera)     | C     | Teddy Bjarnason   |
| 7  | Turchia (bandiera)     | C     | Berk Yildiz       |
| 8  | Turchia (bandiera)     | C     | Kadir Bekmezci    |
| 10 | Paesi Bassi (bandiera) | C     | Jeffrey Sarpong   |
| 11 | Turchia (bandiera)     | D     | Onur Güney        |
| 12 | Turchia (bandiera)     | D     | Eren Cinkilinc    |
| 13 | Turchia (bandiera)     | D     | Adem Alkaşi       |
| 16 | Turchia (bandiera)     | D     | Serkan Kurtuluş   |
| 18 | Turchia (bandiera)     | D     | Enes Batin Kaplan |
| 19 | Turchia (bandiera)     | D     | Erman Bulucu      |

| N. |                    | Ruolo | Calciatore        |
| -- | ------------------ | ----- | ----------------- |
| 20 | Grecia (bandiera)  | C     | Andreas Tatos     |
| 22 | Turchia (bandiera) | D     | Ali Firat Okur    |
| 23 | Turchia (bandiera) | C     | Murat Kayali      |
| 27 | Turchia (bandiera) | D     | Mehmet Yigit      |
| 39 | Turchia (bandiera) | A     | Ahmet Aras        |
| 42 | Turchia (bandiera) | D     | Emre Öztürk       |
| 48 | Turchia (bandiera) | A     | Mertan Öztürk     |
| 59 | Turchia (bandiera) | D     | Sezgin Coşkun     |
| 88 | Brasile (bandiera) | C     | Tom               |
| 95 | Turchia (bandiera) | P     | Ahmet Dogan       |
| 97 | Turchia (bandiera) | C     | Kadir Tasoglu     |
| 99 | Turchia (bandiera) | P     | Ahmet Sabri Fener |

## Rosa 2016-2017
| N. |                                 | Ruolo | Calciatore        |
| -- | ------------------------------- | ----- | ----------------- |
| 1  | Croazia (bandiera)              | P     | Serdar Kulbilge   |
| 4  | Turchia (bandiera)              | D     | Ozan Tahtaisleyen |
| 5  | Bosnia ed Erzegovina (bandiera) | C     | Aldin Čajić       |
| 6  | Mali (bandiera)                 | C     | Hamidou Traore    |
| 7  | Turchia (bandiera)              | C     | Berk Yildiz       |
| 10 | Turchia (bandiera)              | C     | Mesut Saray       |
| 11 | Turchia (bandiera)              | D     | Onur Güney        |
| 14 | Germania (bandiera)             | C     | Timur Özgöz       |
| 17 | Turchia (bandiera)              | D     | Hakan Bilgic      |
| 18 | Camerun (bandiera)              | D     | Gilles Binya      |
| 21 | Turchia (bandiera)              | C     | Youssef Yesilmen  |
| 23 | Turchia (bandiera)              | C     | Murat Kayali      |
| 26 | Turchia (bandiera)              | P     | Mirsat Budak      |
| 27 | Turchia (bandiera)              | D     | Mehmet Yigit      |
| 29 | Turchia (bandiera)              | D     | Lamjed Chehoudi   |

| N. |                    | Ruolo | Calciatore           |
| -- | ------------------ | ----- | -------------------- |
| 35 | Turchia (bandiera) | P     | Caglar Sahin Akbaba  |
| 65 | Turchia (bandiera) | C     | Cagri Ortakaya       |
| 69 | Turchia (bandiera) | D     | Murat Kalkan         |
| 88 | Brasile (bandiera) | C     | Tom                  |
| 92 | Turchia (bandiera) | D     | Onur Alsu            |
| 97 | Turchia (bandiera) | D     | Ömer Kara            |
| 98 | Turchia (bandiera) | C     | Görkem Yagci         |
| 99 | Turchia (bandiera) | A     | Ümit Tütünci         |
|    | Turchia (bandiera) | D     | Ibrahim Koray Arslan |
|    | Turchia (bandiera) | D     | Adem Alkasi          |
|    | Turchia (bandiera) | P     | Ahmet Sabri Fener    |
|    | Nigeria (bandiera) | A     | Olanrewaju Kehinde   |
|    | Turchia (bandiera) | C     | Selim Özeren         |

## Partecipazioni ai campionati
- Süper Lig: 2002-2004, 2012-2014
- TFF 1. Lig: 1974-1982, 1983-1985, 1986-1987, 1990-1992, 1995-2002, 2004-2008, 2011-2012, 2014-2019
- TFF 2. Lig: 1968-1975, 1985-1986, 1987-1990, 1992-1995, 2008-2011, 2019-oggi
- TFF 3. Lig: 1982-1983

## Palmarès

### Competizioni nazionali
- TFF 2. Lig: 1

2010-2011 (gruppo rosso)
- TFF 3. Lig: 4

1974-1975, 1985-1986, 1989-1990, 1994-1995

### Altri piazzamenti
- TFF 1. Lig:

Secondo posto: 2001-2002, 2011-2012